# 乾正祐

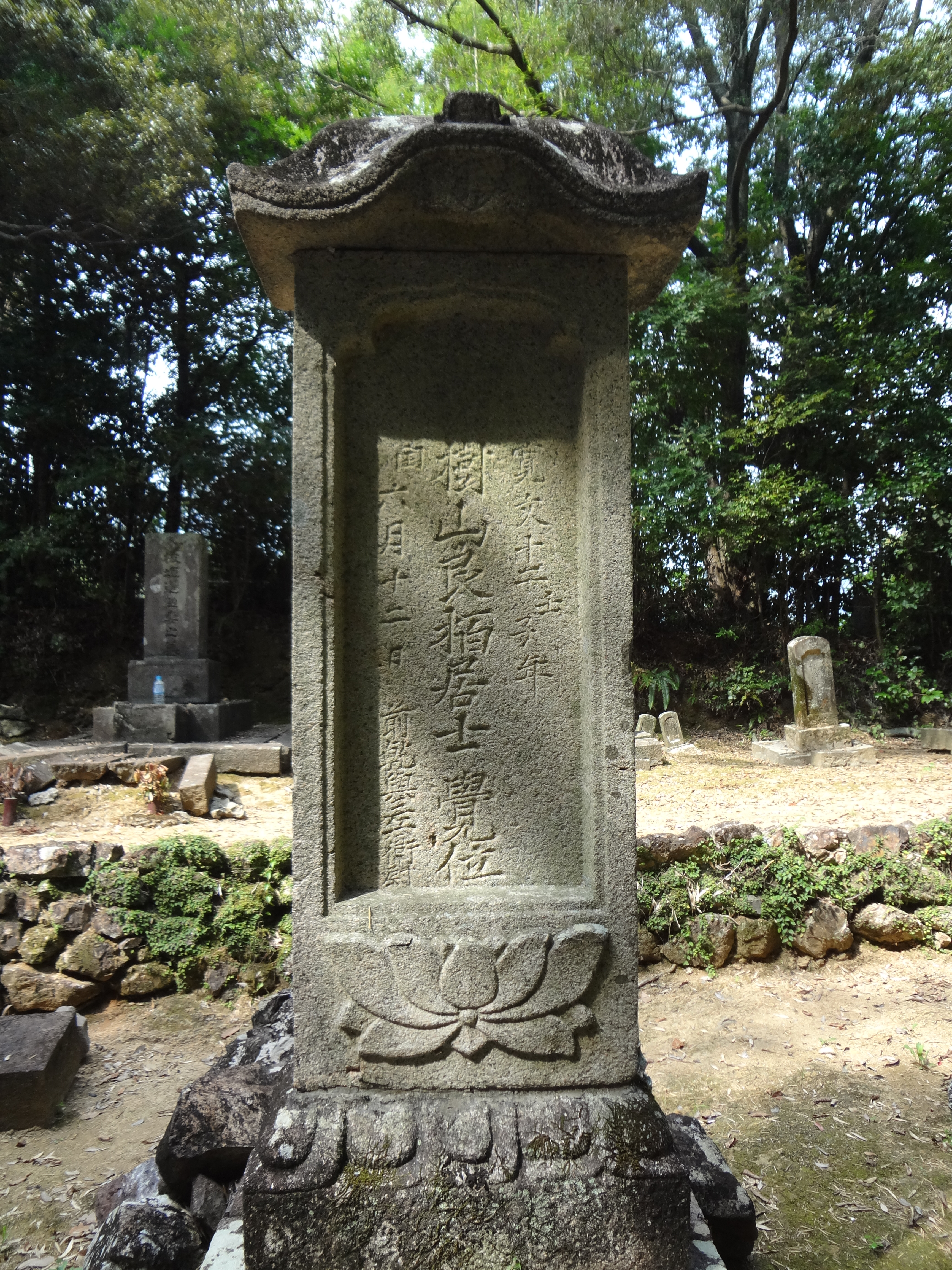
乾正祐の墓

乾 正祐（いぬい まさすけ）は、江戸時代前期の土佐藩上士。
禄高は500石。板垣支流乾氏の第3代。通称は與惣兵衛。家紋は「榧ノ内十文字」。

## 来歴
土佐藩上士（馬廻格・300石）乾正行（金右衛門）の嫡男として高知城下（現高知県高知市）に生まれる。母は毛利治郎右衛門の娘。
土佐藩主山内忠義の時代に、父正行が老年に及び、かつ眼病（白内障）を煩った為、父を補佐することが屡々あり、願い出て父の健在なうちに家督を無相違下し置かれ相続した。
1650年1月20日（慶安2年12月18日）父正行が卒去。
1657年3月14日（明暦3年1月30日）、土佐藩主山内忠義の時代、伊予松山藩主松平定行への使者を仰せ付られて出発し、役目を果たして3月8日（旧暦2月5日）土佐に帰藩した。
1660年1月28日（万治2年12月16日）、慶安の変で嫌疑をかけられ約10年間、江戸に留まっていた紀伊和歌山藩の藩祖徳川頼宣が御国（紀伊）へ国入りする際に、山内忠豊から使者を仰せ付けられ、役目を果たし1月28日（旧暦12月28日）に土佐に帰藩した。
1663年（寛文3年）、柄弦御指物役を仰せ付けられる。1668年6月（寛文8年5月）、御弓知を仰せ付けられ役禄100石を下し置かれた。1671年12月（寛文12年1月）土佐藩主山内豊昌の時代、御弓知から鉄砲足軽知（役禄200石）に格上げされ都合500石を治めた。
1672年7月6日（寛文12年6月12日）江戸で病死した。葬儀は芝の曹洞宗青松寺で行われ、墓は土佐国土佐郡薊野村板垣山（現 高知県高知市薊野東町15-12の北東付近）に建てられた。

## 家族

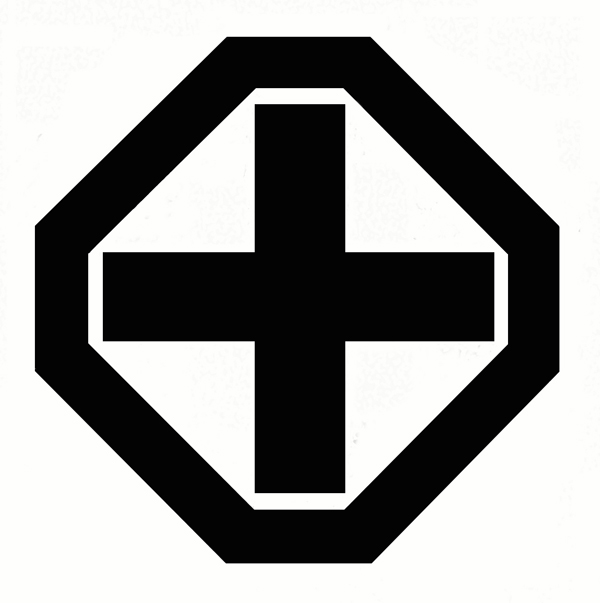
乾の家紋（榧之内十文字）

- 父：乾正行（金右衛門）
- 母：毛利治郎右衛門の娘
  - 本人：乾正祐（與惣兵衛）
  - 妻：早崎石見の娘
    - 嫡男：乾正方（庄右衛門）
    - 二男：乾十次郎

  - 弟：乾正直（市郎兵衛）
  - 弟：乾友正（源五郎）